# بيرت ميلر (لاعب كرة قاعدة)
بيرت ميلر (بالإنجليزية: Bert Miller)‏ هو لاعب كرة قاعدة أمريكي، ولد في 28 أكتوبر 1875 في بلدة رايلي في الولايات المتحدة، وتوفي في 14 يونيو 1937 في فلينت في الولايات المتحدة.

## وصلات خارجية
- بيرتن ميلر على موقعبيزبول رفرنس.كوم (الدوري الرئيسي) (الإنجليزية)
- بيرتن ميلر على موقعبيزبول رفرنس.كوم (الدوري الثانوي) (الإنجليزية)